# Ii Naotora
Ii Naotora est un nom japonais traditionnel ; le nom de famille (ou le nom d'école), Li, précède donc le prénom (ou le nom d'artiste).
 (mars 2018).
Si vous disposez d'ouvrages ou d'articles de référence ou si vous connaissez des sites web de qualité traitant du thème abordé ici, merci de compléter l'article en donnant les références utiles à sa vérifiabilité et en les liant à la section « Notes et références ».
Ii Naotora (井伊 直虎, ?-12 septembre 1582) est une daimyō de la période Sengoku. Elle était la fille et le seul enfant de Ii Naomori, la dix-huitième tête du clan Ii. Son nom de naissance est inconnu.

## Biographie
Naotora était la fille de Ii Naomori, daimyo du territoire de Iinoya dans la province de Tōtōmi, sa mère est la sœur de Chikanori Niino. Le clan Ii était vassal du clan Imagawa. Il n'y avait pas de successeur masculin pour le clan. L'oncle de Naomori, Ii Naomitsu, essaya donc de faire en sorte que son fils Ii Naochika épouse Naotora, pour qu'il puisse hériter du clan. Cependant, Naomitsu a été exécuté pour s'être rebellé contre les Imagawa. Naochika reçut donc l'ordre de commettre seppuku mais réussit à fuir vers Shinano. Pendant ce temps, Naotora est devenue nonne et prit le nom de Jirotoshi. Dix ans plus tard, Naochika est revenu et a épousé une femme de la famille Okuyama. En 1560, Naomori fut tué lors de la bataille d'Okehazama et Naochika lui succéda.
Naochika régna brièvement sur le clan, mais fut accusé de trahison par les Imagawa et exécuté. Il est dit que l'origine de l’accusation venait de Ono Michiyoshi, le chef d'une autre grande famille qui sert les Imagawa. Pour lui succéder, Naotora cessa d'être nonne et devint le chef nominal du clan. Elle a servi le clan Imagawa puis le clan Tokugawa. Après sa mort en 1582, son fils adoptif, Naomasa qui est aussi le fils biologique de Naochika, lui succéda et devint un des vassaux les plus importants des Tokugawa.

## Dans la culture populaire
Son rôle est joué par Ko Shibasaki en 2017 dans la taiga drama de NHK, Onna jōshu Naotora (おんな城主 直虎).
Ii Naotora apparaît dans les jeux vidéo Capcom Sengoku Basara 4 et Sengoku Basara: Sanada Yukimura-Den, sa voix est celle de Maaya Sakamoto.
Ii Naotara apparaît dans les jeux vidéo de Koei Tecmo, Samurai Warriors 4, Dead or Alive 5 Last Round et Guerriers de la All-Stars, sa voix est celle de Yuka Saitō.